# Strichstärke

Links: Schrift mit variabler Strichstärke, rechts: Schrift mit konstanter Strichstärke

In der Typografie ist die Strichstärke bei einer Schriftart die Breite einer mit einem physischen oder gedachten Schreibgerät erzeugten sichtbaren Linie, aus welchen die Glyphen einer Schriftart bestehen.
Als Strichstärkenkontrast oder kurz Strichkontrast bezeichnet man, wie sehr die Änderung der Strichstärke innerhalb der Glyphen einer Schrift ausgeprägt ist. So hat unter den Antiqua-Schriften etwa die Bodoni einen besonders hohen Strichkontrast. Bei Schriften mit konstanter (bzw. konstant erscheinender) Strichstärke gibt es entsprechend gar keinen Strichkontrast.

## Schriftarten mit variabler Strichstärke

Antiqua-Satzschrift (mit imitiertem Federstrich). a: Aufstrich (Haarstrich) und Grundstrich (Schattenstrich), b: Schattenachse

Fraktur (mit imitiertem Federstrich)

Beim Schreiben von Hand mit praktisch allen traditionellen Schreibgeräten entstehen auf natürliche Weise dünnere und dickere Linien. Bei einer Vogel- oder Bandzugfeder entsteht die Variation der Strichstärke durch die Schrägstellung der Schreibfeder gegenüber der Grundlinie. Hier ist in der Regel der Grundstrich, ein von oben nach unten gezogener senkrechter Schaft, eine breite Linie, ebenso ist auch die von links oben nach rechts unten gezogenen Diagonale breit. Hingegen ist der Aufstrich, eine von links unten nach rechts oben (oder umgekehrt) gezogene Diagonale, eine feinere Linie. Bei den Großbuchstaben „A“, „W“ und „V“ wird dies besonders deutlich. 
Bei anderen Schreibgeräten wie etwa einer Spitzfeder oder einem Pinsel entsteht die Variation der Strichstärke durch unterschiedlichen Druck oder auf andere Weise. Hierdurch ergeben sich andere Gestaltungsmöglichkeiten und andere charakteristische Muster. Insbesondere erlaubt die Spitzfeder je nach Druck verschiedene Strichstärken in jede Richtung, was die gestalterischen Möglichkeiten vergrößert. 

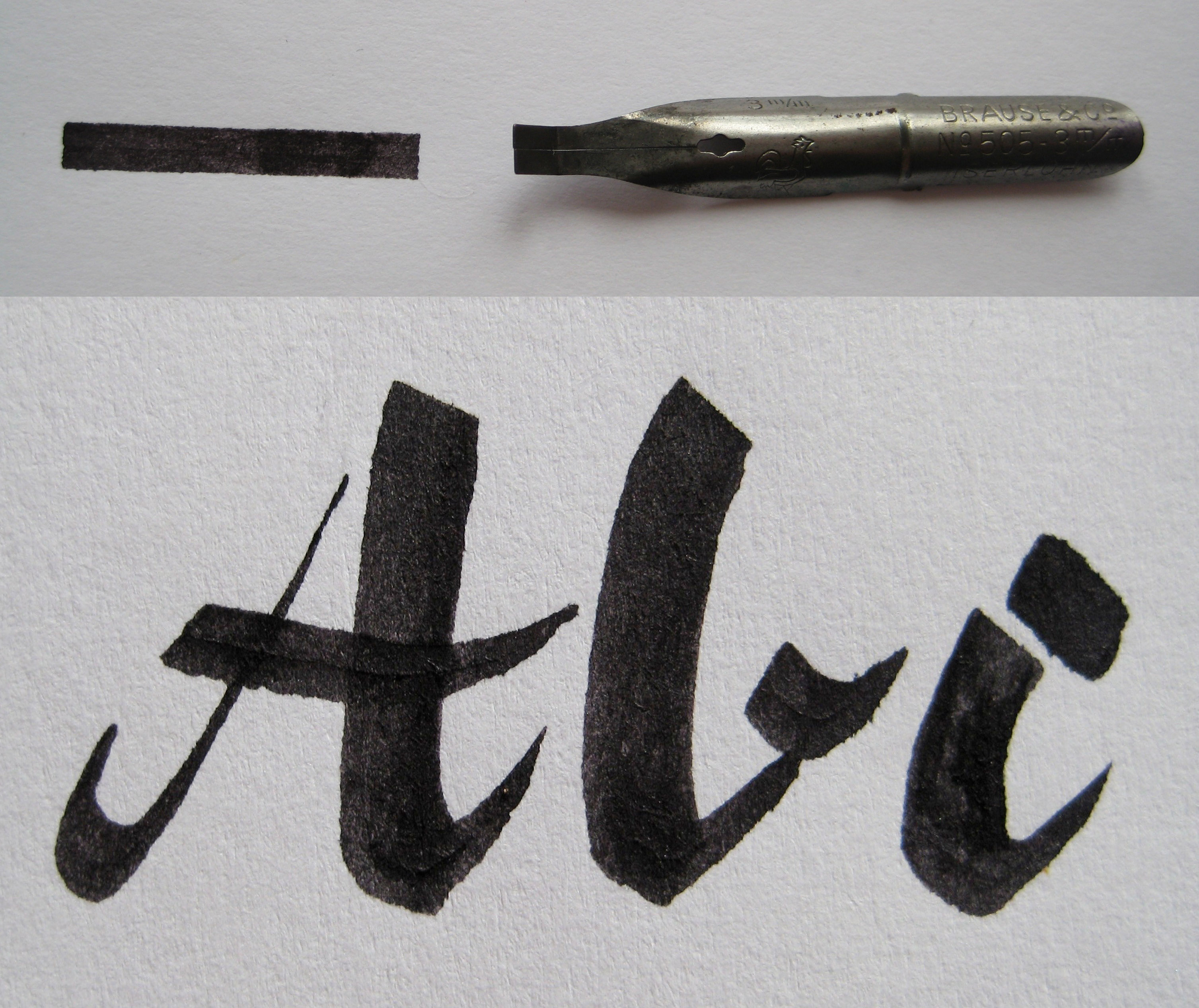
Schriftbeispiel Rechteckplattenfeder (mit Veränderung des Neigungswinkels der Feder)
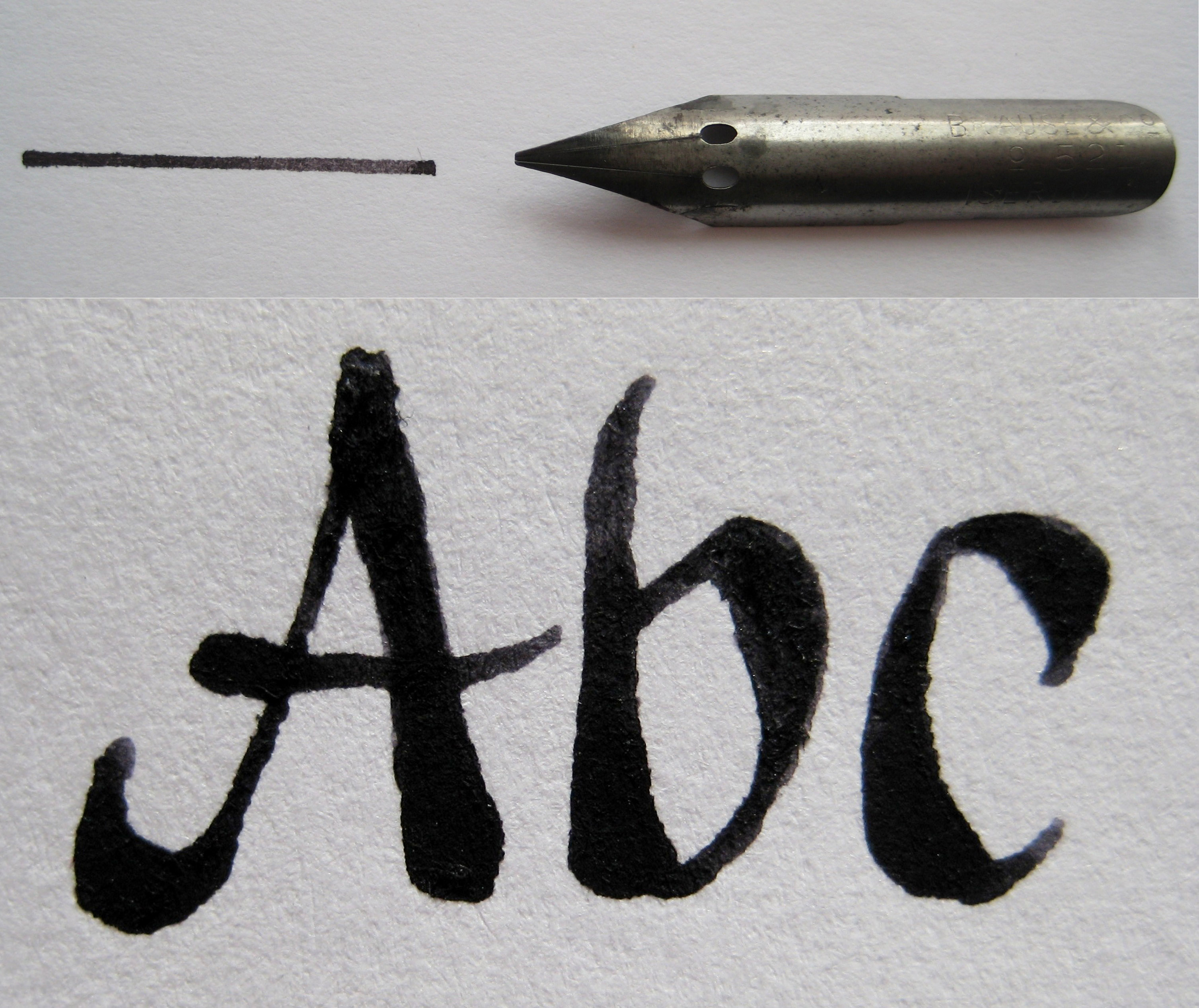
Schriftbeispiel Notenfeder (mit druckabhängiger Variation der Strichstärke)
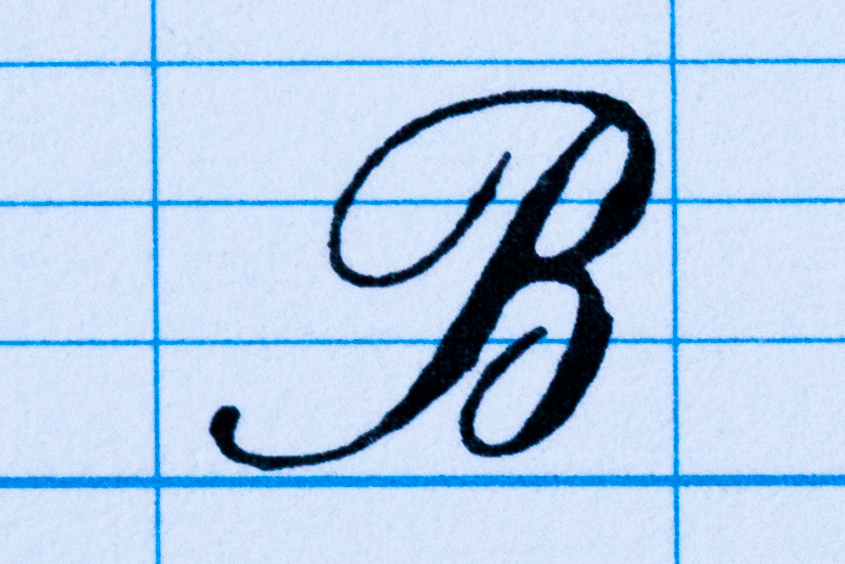
Mit der Spitzfeder geschriebenes B

In der Kalligraphie sind diese Strichstärkenvariationen von großer Bedeutung, aber auch in der Typografie, denn diese orientierte sich insbesondere zu Beginn des Buchdruckes mit beweglichen Lettern stark an den handgeschriebenen Formen der Buchstaben und ahmte das Schriftbild des manuellen Schreibens nach, etwa in Barock-Antiqua-Schriften. Auch bei Frakturschriften ist die Betonung des Kontrastes zwischen den dünneren und dickeren Linien ein häufiges Stilmittel. In der Typografie wird der Grundstrich auch als Schattenstrich bezeichnet, und der Aufstrich als Haarstrich, kurz: „Haar und Schatten“. Bei Rundungen ergeben sich fließende Übergänge zwischen Grund- und Haarstrich. Da die Neigung der Schreibfeder während des Schreibens (bis auf wenige Ausnahmen) konstant bleibt, stehen die reinen Grund- und Haarlinien (ohne die fließenden Übergänge) senkrecht aufeinander, und in einem konstanten Winkel zur Grundlinie. Diesen Winkel nennt man in der Typografie Schattenachse.
Eine Sonderform sind Italienne-Schriften, bei denen der Strichkontrast umgekehrt ist: die waagerechten Striche sind hier dick und die senkrechten dünn.

## Schriftarten mit konstanter Strichstärke

Helvetica (eine groteske Linear-Antiqua)

Bei Schriftarten mit konstanter Strichstärke gibt es keine oder nur geringe Variationen der Strichstärke bei den Linien, aus denen die Glyphen aufgebaut sind. Manchmal werden waagerechte Striche etwas dünner als die senkrechten gestaltet; manchmal gibt es auch noch Schattenachsen. Man nennt diese Schriften auch "linear". Wenn es Antiqua-Schriften sind, gehören sie zu den Linear-Antiqua.
Zu diesen Schriften gehören Groteskschriften, die dazu serifenlos sind, aber auch manche Egyptienne-Schriften mit stark betonten Serifen, wie etwa die Rockwell. Auch Schreibmaschinenschriften haben meist eine konstante oder nahezu konstante Strichstärke und gehören oft zu den Egyptienne. Ebenso gehören zu dieser Gruppe gebrochene Groteskschriften, die typischerweise eine Textura zur Grundlage haben.

Rockwell (Egyptienne-Schrift mit konstanter Strichstärke)
Courier (Schriftart für Schreibmaschinen und Computer)
National (gebrochene Grotesk)

## Schriftstärken

Verschiedene Schriftstärken der Helvetica Neue

Eine Schriftfamilie umfasst mehrere Schriftschnitte mit unterschiedlicher Strichstärke – in diesem Zusammenhang auch als Schriftstärke, Schriftdicke oder Schriftfette (auch schlicht Fette) bezeichnet. Die Variation der Schriftstärke gibt an, wie schwarz eine Schrift ist. Die meisten Schriftarten gibt es in wenigstens zwei Schriftstärken, normal und fett.